# سد ووداستوک
سد ووداستوک (به لاتین: Woodstock Dam) یک سد در آفریقای جنوبی است که در کوازولو-ناتال واقع شده‌است.